# 2. ŽNL Požeško-slavonska 2003./04.
NK Omladinac Čaglin je kao pobjednik lige izborio ulazak u viši rang natjecanja, a NK Požega je izborila ulazak u viši rang natjecanja jer se 1. ŽNL Požeško-slavonska proširila s 14 na 16 klubova.

## Ljestvica
Nepotpuna ljestvica:
| Poredak | Klub                                     | Utakmica | Pobjeda | Neodlučeno | Poraza | Postigli golova | Primili golova | Gol-razlika | Bodova | 2004./05.                |
| ------- | ---------------------------------------- | -------- | ------- | ---------- | ------ | --------------- | -------------- | ----------- | ------ | ------------------------ |
| 1.      | NK Omladinac Čaglin                      | 21       | 21      | 0          | 0      | 77              | 10             | +67         | 63     | 1. ŽNL Požeško-slavonska |
| 2.      | NK Požega                                | 21       | 15      | 3          | 3      | 51              | 24             | +27         | 48     | 1. ŽNL Požeško-slavonska |
| 3.      | NK Slaven Gradac                         | 21       | 11      | 4          | 6      | 44              | 30             | +14         | 37     |                          |
| 4.      | NK Ovčare                                | 22       | 10      | 3          | 9      | 47              | 43             | +6          | 33     |                          |
| 5.      | NK Parasan Golobrdci                     | 22       | 9       | 6          | 7      | 34              | 32             | +2          | 33     |                          |
| 6.      | NK Hrvatski dragovoljac Brodski Drenovac | 21       | 10      | 2          | 9      | 42              | 34             | +8          | 32     |                          |
| 7.      | NK Mladost Pavlovci                      | 21       | 8       | 3          | 10     | 40              | 43             | -3          | 27     |                          |
| 8.      | NK Bektež                                | 22       | 11      | 2          | 13     | 34              | 40             | -6          | 27     |                          |
| 9.      | NK Dobrovac                              | 21       | 5       | 7          | 9      | 33              | 35             | -2          | 35     |                          |
| 10.     | NK BSK Biškupci                          | 21       | 5       | 5          | 11     | 29              | 55             | -26         | 20     |                          |
| 11.     | NK Dinamo Badljevina                     | 21       | 6       | 1          | 14     | 33              | 65             | -32         | 19     |                          |
| 12.     | NK Lipa Stara Lipa                       | 25       | 4       | 5          | 12     | 30              | 50             | -20         | 17     |                          |
| 13.     | NK Slavonija Prekopakra                  | 21       | 3       | 3          | 15     | 32              | 65             | -33         | 12     |                          |

## Rezultati po kolima
| | | |
| NK Bektež - Parasan Golobrdci 1:2 Omladinac Čaglin - Dinamo Badljevina 6:0 Slavonija Prekopakra - NK Dobrovac 4:1 BSK Biškupci - NK Slavonska Požega 0:1 Lipa Stara Lipa - Slaven Gradac 1:1 Mladost Pavlovci - NK Ovčare 0:1 Hrvatski dragovoljac Drenovci slobodan                                                                       | Mladost Pavlovci - Lipa Stara Lipa 4:0 Slaven Gradac - BSK Biškupci 3:0 (Prekinut u 48 minuti pri rezultatu 2:0. Službeno registriran 3:0) NK Slavonska Požega - Slavonija Prekopakra 4:0 NK Dobrovac - Omladinac Čaglin 0:2 Hrvatski dragovoljac Drenovci - NK Bektež 2:3 NK Ovčare - Parasan Golobrdci 2:0 Dinamo Badljevina slobodan | BSK Biškupci - Mladost Pavlovci 1:2 Slavonija Prekopakra - Slaven Gradac 3:3 Omladinac Čaglin - NK Slavonska Požega 5:1 NK Bektež - Dinamo Badljevina 3:1 Parasan Golobrdci - Hrvatski dragovoljac Drenovci 1:1 Lipa Stara Lipa - NK Ovčare 1:1 NK Dobrovac slobodan |
| Mladost Pavlovci - Slavonija Prekopakra 2:1 Lipa Stara Lipa - BSK Biškupci 0:1 Slaven Gradac - Omladinac Čaglin 0:2 NK Dobrovac - NK Bektež 0:0 Dinamo Badljevina - Parasan Golobrdci 2:0 NK Ovčare - Hrvatski dragovoljac Drenovci 3:1 NK Slavonska Požega slobodan                                                                       | Omladinac Čaglin - Mladost Pavlovci 5:1 Slavonija Prekopakra - Lipa Stara Lipa 4:2 NK Bektež - NK Slavonska Požega 0:0 Parasan Golobrdci - NK Dobrovac 1:1 Hrvatski dragovoljac Drenovci - Dinamo Badljevina 5:0 BSK Biškupci - NK Ovčare 3:0 Slaven Gradac slobodan                                                                    | Lipa Stara Lipa - Omladinac Čaglin 1:3 BSK Biškupci - Slavonija Prekopakra 2:1 Slaven Gradac - NK Bektež 2:1 NK Slavonska Požega - Parasan Golobrdci 4:2 NK Dobrovac - Hrvatski dragovoljac Drenovci 3:1 NK Ovčare - Dinamo Badljevina 5:1 Mladost Pavlovci slobodan |
| NK Bektež - Mladost Pavlovci 1:1 Omladinac Čaglin - BSK Biškupci 10:0 Parasan Golobrdci - Slaven Gradac 1:0 Hrvatski dragovoljac Drenovci - NK Slavonska Požega 1:3 Dinamo Badljevina - NK Dobrovac 2:1 Slavonija Prekopakra - NK Ovčare 1:3 Lipa Stara Lipa slobodan                                                                      | Mladost Pavlovci - Parasan Golobrdci 1:2 Lipa Stara Lipa - NK Bektež 1:1 Slavonija Prekopakra - Omladinac Čaglin 0:3 Slaven Gradac - Hrvatski dragovoljac Drenovci 1:2 NK Slavonska Požega - Dinamo Badljevina 3:0 NK Ovčare - NK Dobrovac 1:1 BSK Biškupci slobodan                                                                    | Hrvatski dragovoljac Drenovci - Mladost Pavlovci 3:1 Parasan Golobrdci - Lipa Stara Lipa 2:1 NK Bektež - BSK Biškupci 4:1 Dinamo Badljevina - Slaven Gradac 2:7 NK Dobrovac - NK Slavonska Požega 0:1 Omladinac Čaglin - NK Ovčare 5:0 Slavonija Prekopakra slobodan |
| Mladost Pavlovci - Dinamo Badljevina 5:1 Lipa Stara Lipa - Hrvatski dragovoljac Drenovci 1:4 BŠK Biškupci - Parasan Golobrdci 2:2 Slavonija Prekopakra - NK Bektež 1:4 Slaven Gradac - NK Dobrovac 0:0 NK Ovčare - NK Slavonska Požega 0:2 Omladinac Čaglin slobodan                                                                       | NK Dobrovac - Mladost Pavlovci 4:1 Dinamo Badljevina - Lipa Stara Lipa 4:2 Hrvatski dragovoljac Drenovci - BSK Biškupci 4:1 Parasan Golobrdci - Slavonija Prekopakra 3:2 NK Bektež - Omladinac Čaglin 0:4 NK Slavonska Požega - Slaven Gradac 5:2 NK Ovčare slobodan                                                                    | Mladost Pavlovci - NK Slavonska Požega 2:4 Lipa Stara Lipa - NK Dobrovac 1:1 BSK Biškupci - Dinamo Badljevina 5:3 Slavonija Prekopakra - Hrvatski dragovoljac Drenovci 2:3 Omladinac Čaglin - Parasan Golobrdci 2:0 NK Ovčare - Slaven Gradac 0:2 NK Bektež slobodan |
| Slaven Gradac - Mladost Pavlovci 5:3 NK Slavonska Požega - Lipa Stara Lipa 5:1 NK Dobrovac - BSK Biškupci 8:1 (Prekinut u 44. minuti. Službeno registriran postignutim rezultatom.) Dinamo Badljevina - Slavonija Prekopakra 5:2 Hrvatski dragovoljac Drenovci - Omladinac Čaglin 1:2 NK Bektež - NK Ovčare 4:1 Parasan Golobrdci slobodan | Parasan Golobrdci - NK Bektež 3:1 Dinamo Badljevina - Omladinac Čaglin 0:2 NK Dobrovac - Slavonija Prekopakra 4:2 NK Slavonska Požega - BSK Biškupci 1:1 Slaven Gradac - Lipa Stara Lipa 3:2 NK Ovčare - Mladost Pavlovci 1:1 Hrvatski dragovoljac Drenovci slobodan                                                                    | Lipa Stara Lipa - Mladost Pavlovci 2:1 BSK Biškupci - Slaven Gradac 1:1 Slavonija Prekopakra - NK Slavonska Požega 0:2 Omladinac Čaglin - NK Dobrovac 4:3 NK Bektež - Hrvatski dragovoljac Drenovci 4:1 Parasan Golobrdci - NK Ovčare 3:1 Dinamo Badljevina slobodan |
| Mladost Pavlovci - BSK Biškupci 2:1 Slaven Gradac - Slavonija Prekopakra 3:1 NK Slavonska Požega - Omladinac Čaglin 0:1 Dinamo Badljevina - NK Bektež 2:0 Hrvatski dragovoljac Drenovci - Parasan Golobrdci 1:0 NK Ovčare - Lipa Stara Lipa 5:3 NK Dobrovac slobodan                                                                       | Slavonija Prekopakra - Mladost Pavlovci 1:3 BSK Biškupci - Lipa Stara Lipa 1:4 Omladinac Čaglin - Slaven Gradac 3:0 NK Bektež - NK Dobrovac 1:1 Parasan Golobrdci - Dinamo Badljevina 4:0 Hrvatski dragovoljac Drenovci - NK Ovčare 4:2 (također zabilježeno 4:1) NK Slavonska Požega slobodan                                          | Mladost Pavlovci - Omladinac Čaglin 0:5 Lipa Stara Lipa - Slavonija Prekopakra 0:0 NK Slavonska Požega - NK Bektež 3:0 NK Dobrovac - Parasan Golobrdci 1:1 Dinamo Badljevina - Hrvatski dragovoljac Drenovci 1:1 NK Ovčare - BSK Biškupci 4:2 Slaven Gradac slobodan |
| Omladinac Čaglin - Lipa Stara Lipa 4:1 Slavonija Prekopakra - BSK Biškupci 2:2 NK Bektež - Slaven Gradac 1:0 Parasan Golobrdci - NK Slavonska Požega 3:3 Hrvatski dragovoljac Drenovci - NK Dobrovac 1:0 Dinamo Badljevina - NK Ovčare 4:2 Mladost Pavlovci slobodan                                                                       | Mladost Pavlovci - NK Bektež 5:0 BSK Biškupci - Omladinac Čaglin 0:2 Slaven Gradac - Parasan Golobrdci 2:0 NK Slavonska Požega - Hrvatski dragovoljac Drenovci 3:2 NK Dobrovac - Dinamo Badljevina 2:1 NK Ovčare - Slavonija Prekopakra 9:0 Lipa Stara Lipa slobodan                                                                    | Parasan Golobrdci - Mladost Pavlovci 1:1 NK Bektež - Lipa Stara Lipa 1:4 Omladinac Čaglin - Slavonija Prekopakra 4:1 Hrvatski dragovoljac Drenovci - Slaven Gradac 0:1 Dinamo Badljevina - NK Slavonska Požega 1:2 NK Dobrovac - NK Ovčare 1:3 BSK Biškupci slobodan |
| Mladost Pavlovci - Hrvatski dragovoljac Drenovci 0:3 Lipa Stara Lipa - Parasan Golobrdci 0:3 BSK Biškupci - NK Bektež 1:1 Slaven Gradac - Dinamo Badljevina 4:2 (neprovjereno) NK Slavonska Požega - NK Dobrovac 3:1 NK Ovčare - Omladinac Čaglin 1:3 Slavonija Prekopakra slobodan                                                        | Dinamo Badljevina - Mladost Pavlovci 1:4 Hrvatski dragovoljac Drenovci - Lipa Stara Lipa 1:2 Parasan Golobrdci - BSK Biškupci 0:3 NK Bektež - Slavonija Prekopakra 3:4 NK Dobrovac - Slaven Gradac 0:4 NK Slavonska Požega - NK Ovčare 1:2 Omladinac Čaglin slobodan                                                                    | Mladost Pavlovci - NK Dobrovac : Lipa Stara Lipa - Dinamo Badljevina : BSK Biškupci - Hrvatski dragovoljac Drenovci : Slavonija Prekopakra - Parasan Golobrdci : Omladinac Čaglin - NK Bektež : Slaven Gradac - NK Slavonska Požega : NK Ovčare slobodan             |
| NK Slavonska Požega - Mladost Pavlovci : NK Dobrovac - Lipa Stara Lipa : Dinamo Badljevina - BSK Biškupci : Hrvatski dragovoljac Drenovci - Slavonija Prekopakra : Parasan Golobrdci - Omladinac Čaglin : Slaven Gradac - NK Ovčare : NK Bektež slobodan                                                                                   | Mladost Pavlovci - Slaven Gradac : Lipa Stara Lipa - NK Slavonska Požega : BSK Biškupci - NK Dobrovac : Slavonija Prekopakra - Dinamo Badljevina : Omladinac Čaglin - Hrvatski dragovoljac Drenovci : NK Ovčare - NK Bektež : Parasan Golobrdci slobodan                                                                                | |